# Heřmanice (Žandov)
Heřmanice (německy Hermsdorf) jsou vesnice, která je místní částí města Žandova v okrese Česká Lípa v Libereckém kraji. Nachází se asi 5,5 kilometru jižně od Žandova. Heřmanice jsou na severním okraji přímo spojeny se sousední vsí Valteřice na silnici II/263. Ves leží v katastrálním území Heřmanice u Žandova o rozloze 5,71 km² a trvale zde žije 135 osob.

## Historie
První písemná zmínka o vesnici typu dlouhé lánové vsi je z roku 1273.

## Obyvatelstvo
Při sčítání lidu v roce 1921 zde žilo 547 obyvatel (z toho 260 mužů), z nichž byli čtyři Čechoslováci a 543 Němců. Až na sedm evangelíků byli římskými katolíky. Podle sčítání lidu z roku 1930 měla vesnice 541 obyvatel: sedm Čechoslováků, 533 Němců a jednoho cizince. Většina se hlásila k římskokatolické církvi, ale žilo zde také šest evangelíků a dvanáct lidí bez vyznání.

## Pamětihodnosti
- památkově chráněný dům čp. 95

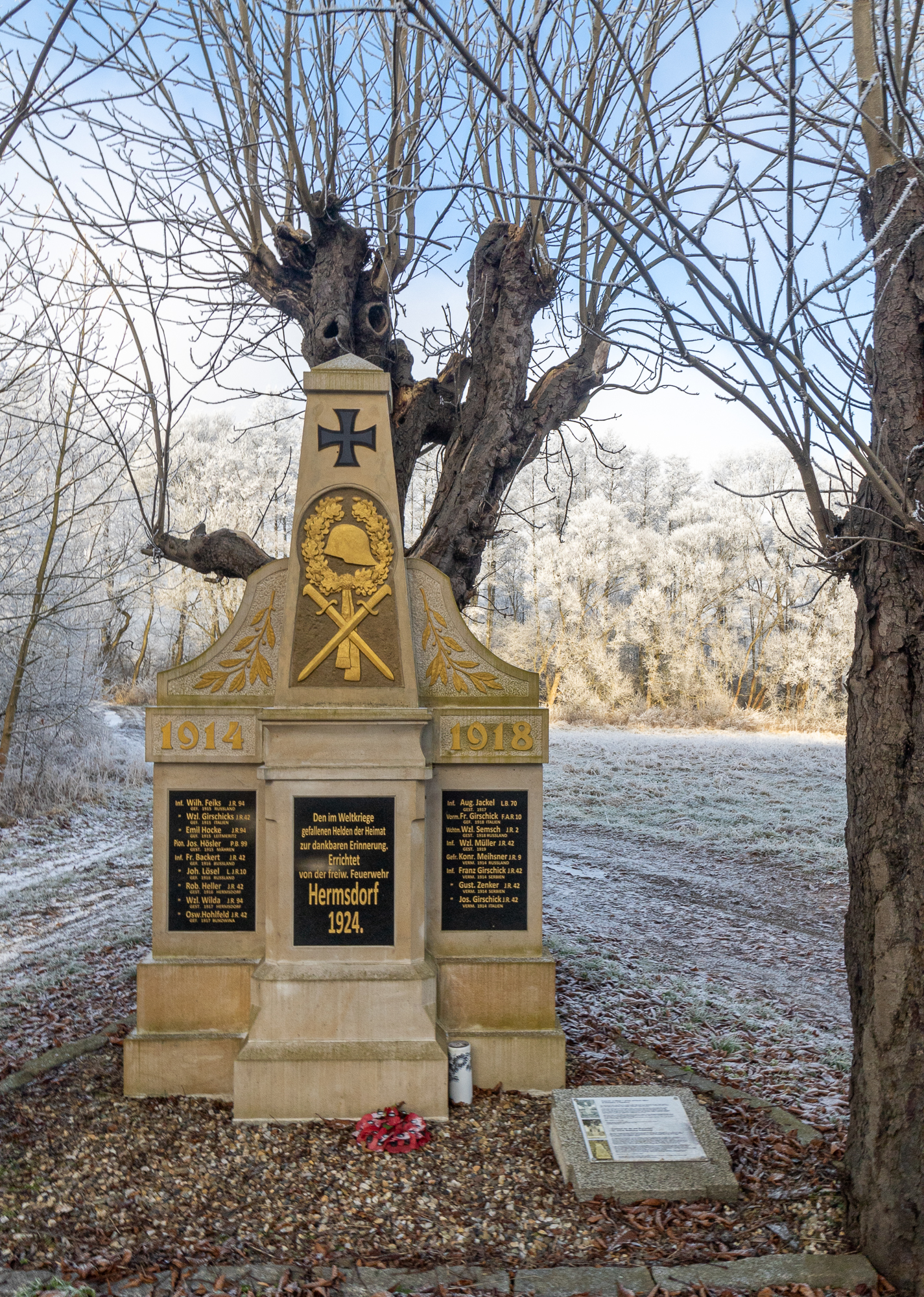
Pomník obětem první světové války vztyčený v roce 1924 a obnovený roku 2022.

- tři krucifixy (dva při hlavní silnici: u autobusové zastávky a u čp. 19, jeden poblíž če. 14)
- pomník obětem druhé světové války u hostince
- řada staveb lidové architektury
- Valteřický potok s břehy upravenými s pomocí čedičových kamenných zdí
- vrch Hamry (532 m), porostlý převážně listnatými lesy

## Fotogalerie

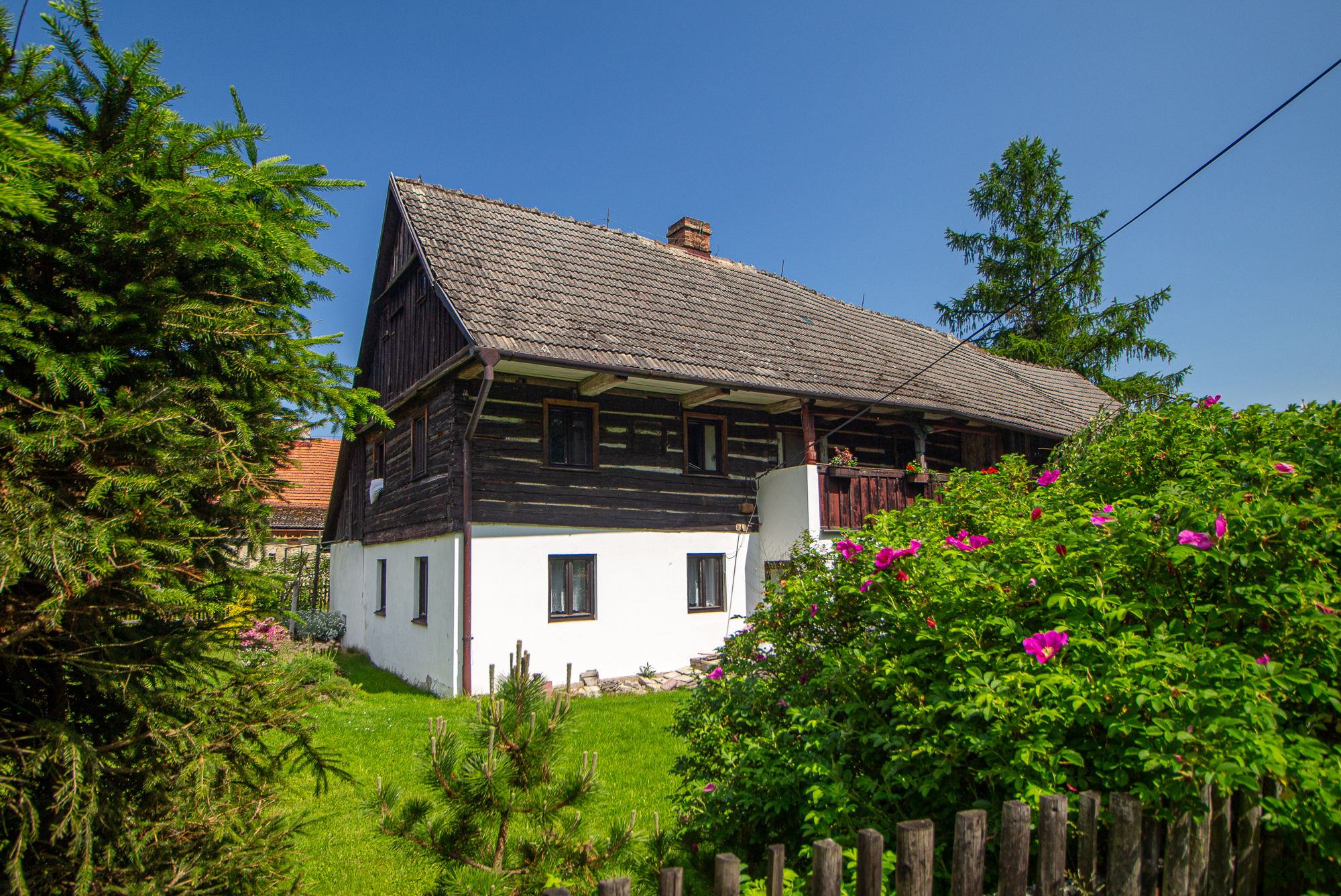
chalupa čp. 24
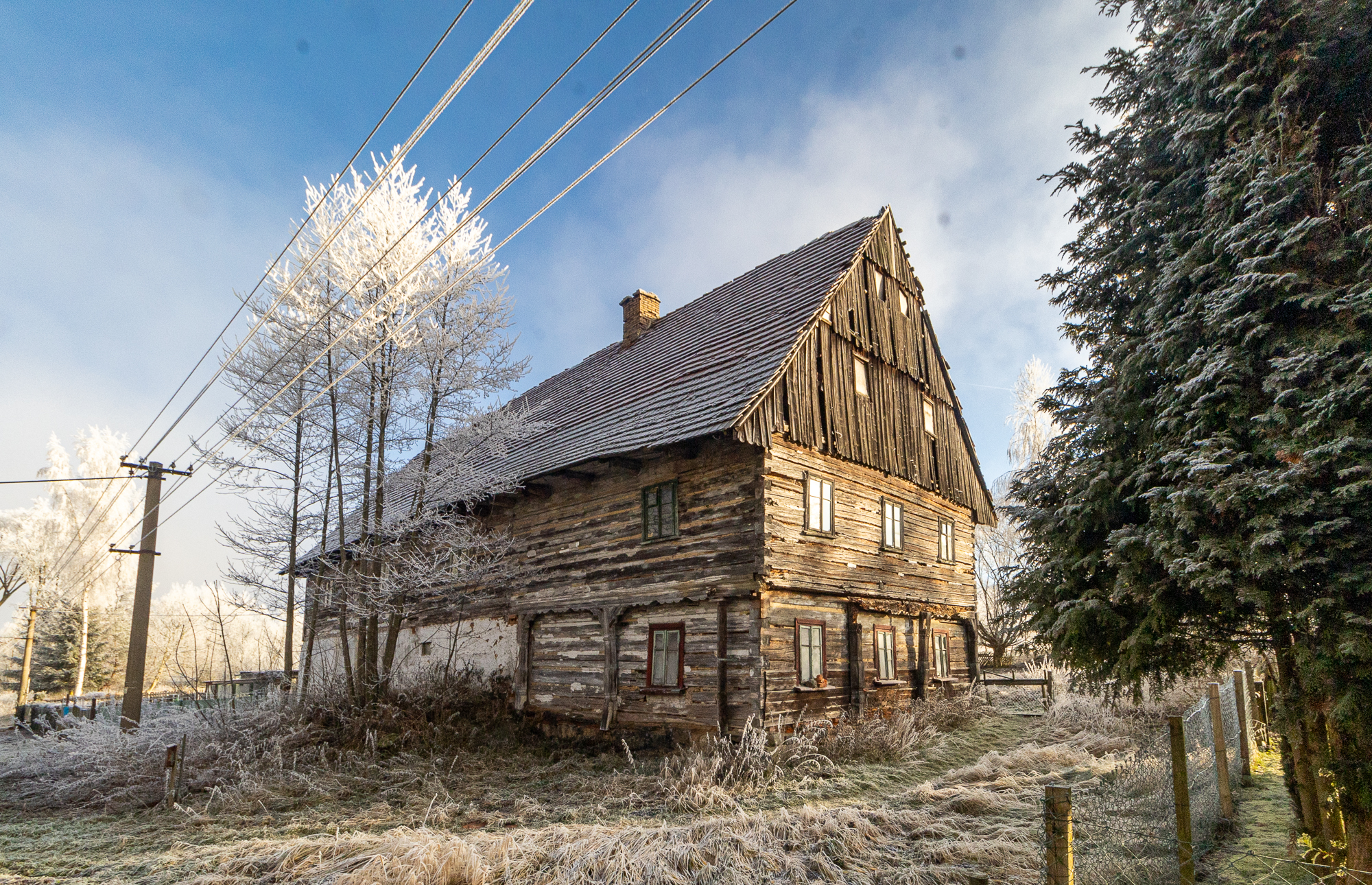
Památkově chráněná usedlost čp. 95. V současné době (2025) v havarijním stavu.
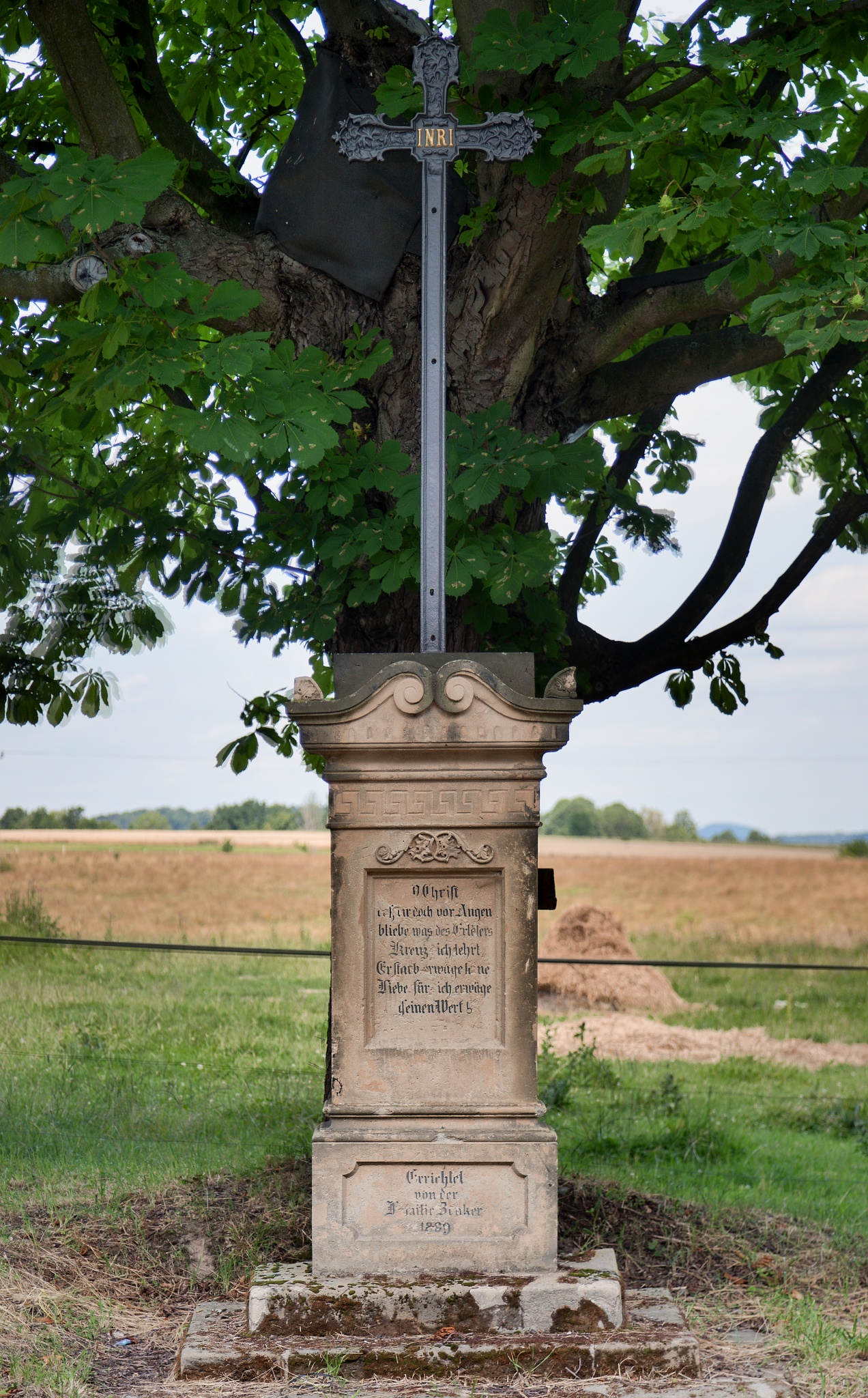
kříž u autobusové zastávky
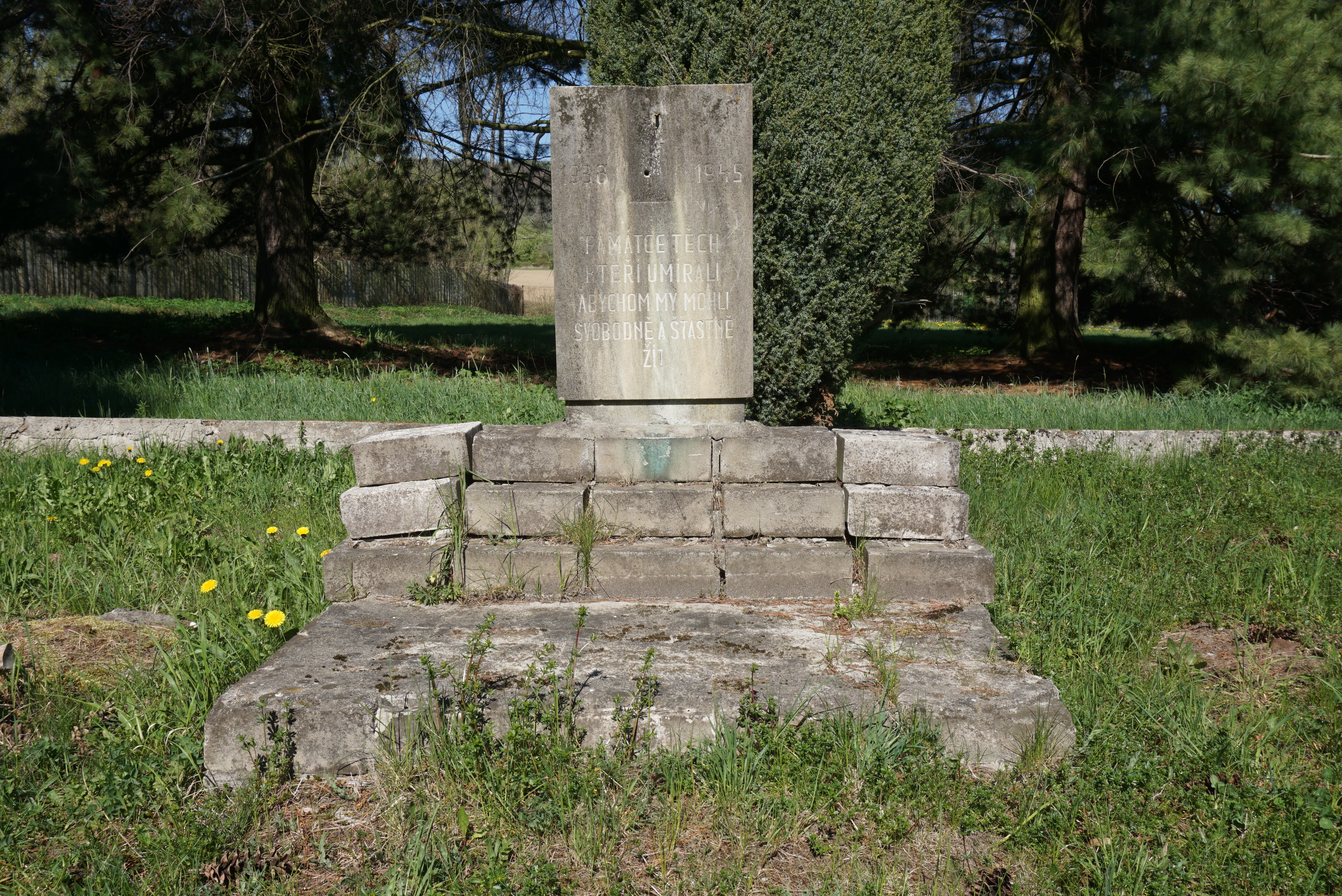
pomník obětem druhé světové války
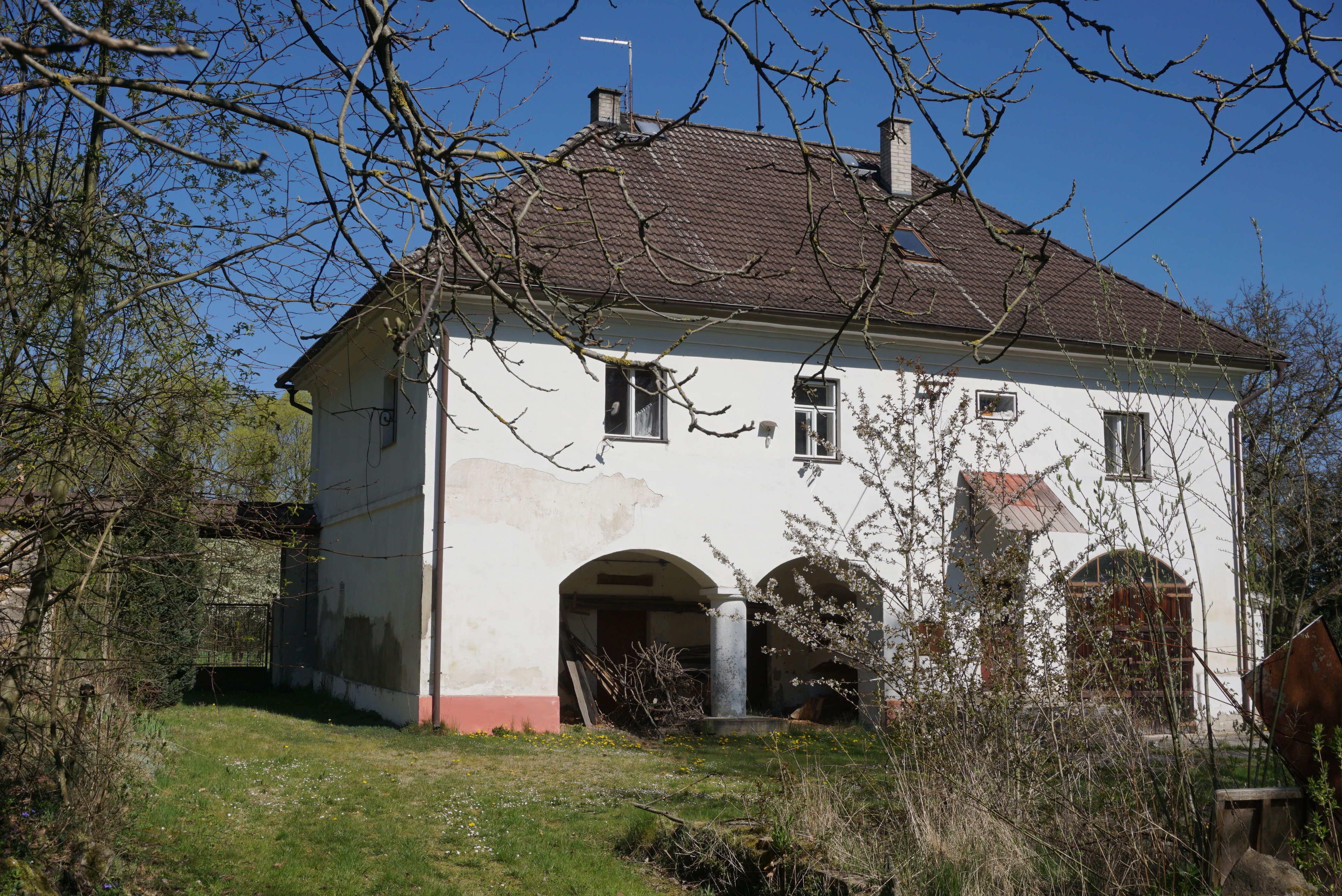
dům čp. 19